# Mouvement national belge
Le Mouvement national belge (Belgische Nationale Beweging en néerlandais) était l'un des principaux réseaux de résistance durant la Seconde Guerre mondiale. Il fut fondé par Aimé Dandoy, le 17 décembre 1940. Les missions de ce groupe consistaient en la mise au point des filières d'évacuation de pilotes alliés, la presse clandestine, le renseignement, et le sabotage. Le groupe s'organisait sur une base provinciale et sera profondément remanié dans son organisation en janvier 1944 à la suite de la mission Tybalt d'André Wendelen qui visait à structurer l'organisation en vue de la libération. Le Mouvement national belge verra la plupart de ses dirigeants arrêtés en février 1944 et ne pourra finalement pas jouer un rôle aussi important que celui qui lui avait été attribué par le gouvernement belge en exil à Londres.

## Fondation
Le 17 décembre 1940 eut lieu la première réunion qui signera l'acte de fondation du Mouvement national belge (MNB). Seules quatre personnes y prirent part : Aimé Dandoy, "Figaro" de son nom de guerre en sera le premier dirigeant. Son frère, Georges Dandoy, alias "Brutus" puis "Freddi", Jules Vilain, et sa sœur, Azéma. Cette réunion se tint au 62, Rue de l'Étang à Etterbeek, dans le salon de coiffure que tenaient les frères Dandoy. Le 3 janvier 1941, les frères Dandoy, les Vilain (le frère et la sœur) et Sylvain Misotten demandent à Camille Joset d'assurer la direction du MNB. Les Brigades TOAST fusionnent alors avec le Mouvement national belge.

## Structure du groupe
Le MNB comportait un commandant national et un directoire national composé des chefs des comités provinciaux. Chaque province était divisée en secteurs. À partir du 13 janvier 1944, la structure du groupe fut modifiée à la suite de l'envoi de Londres d'André Wendelen en vue notamment de procéder à cette réorganisation (mission Tybalt). Les provinces furent découpées en zones regroupant deux à trois secteurs. Chaque secteur sera découpé en "localité". Chaque localité comportait au moins trois brigades dotées de missions spécifiques (appui aux polices locales, renseignement et sabotage) et étaient coordonnées par un commandant de brigade. Chaque commandant de brigade disposait de deux sections composées de neuf équipes comportant chacune de 5 à 6 hommes.

## Missions
Dès 1941, le MNB mit sur pied sa propre filière d'évacuation des pilotes alliés tombés sur le territoire national et tentant de rallier Londres. Cette filière collaborera ensuite avec le réseau Comète. En juillet 1941, Aimé Dandoy et Camille-Jean Joset fonde le journal clandestin La Voix des Belges qui tirait à 26 000 exemplaires. L'organisation prenait également part au renseignement britannique via le réseau MILL. Enfin, le MNB organisait des missions de sabotage.
L'ensemble des missions menées par le MNB s'articulait autour de 4 axes:
- l'organisation paramilitaire
- La presse clandestine
- Le service de renseignement
- Le secours

## Historique
Fondé le 17 décembre 1940, le groupe se structura sous l'action d'Aimé Dandoy. En janvier 1941, Aimé Dandoy rencontre le professeur Lhoest de l'Université catholique de Louvain qui le met en contact avec Camille Joset, ex-Haut commissaire royal ayant eu en charge la reconstruction de la Province du Luxembourg à l'issue de la Première Guerre mondiale. Les deux hommes décident de fusionner le réseau Toast et le MNB.  Aimé Dandoy sera arrêté par la Gestapo le 23 octobre 1941 tandis qu'il prenait livraison du journal clandestin de la Voix des Belges à l'imprimerie L. Wijckman-F. Schoubben. Il ne reviendra pas de captivité et l'on perd sa trace en mars 1945 tandis qu'il est interné au camp de Bergen-Belsen. Il sera remplacé par Camille Joset qui reprendra la tête du réseau. Il sera arrêté à son tour, le 27 avril 1942 et restera prisonnier durant trois années durant lesquelles il perdra l'usage de ses jambes. À la suite de cette arrestation, ce sera Raymond Defonseca, officier de police à Saint-Gilles qui deviendra le commandant national.
En janvier 1944, la structure de l'organisation est profondément remaniée afin de servir le gouvernement belge lors de la libération. Trois principales missions lui sont assignées: appuyer les forces de l'ordre, prendre part au renseignement et mener des actions de sabotage. Raymond Defonseca est arrêté en février 1944 dans le cadre d'une opération plus vaste que mène la Gestapo à l'encontre du M.N.B. et qui conduira à l'arrestation de la plupart de ses dirigeants. F. Lambert reprendra la tête de l'organisation qui ne parviendra plus à se restructurer et ne pourra jouer le rôle qui lui avait été assigné.

## Membres
Sauf mention contraire, nous empruntons la liste au Livre d'or de la Résistance belge.
- Aimé Dandoy
- Raymond Defonseca
- Fernand Demany
- Camille Joset
- Camille-Jean Joset